# Erwin Stricker
Pour les articles homonymes, voir Stricker.
Erwin Stricker, né à Mattighofen le 15 août 1950, décédé à Bolzano le 28 septembre 2010, est un skieur alpin italien.

## Coupe du monde
- Meilleur résultat au classement général : 51e en 1972 : 24e en 1973 : 6e en 1974 : 33e en 1976